# (1067) Lunaria
(1067) Lunaria – planetoida z pasa głównego asteroid okrążająca Słońce w ciągu 4 lat i 316 dni w średniej odległości 2,87 au. Została odkryta 9 września 1926 roku w Landessternwarte Heidelberg-Königstuhl w Heidelbergu przez Karla Reinmutha. Nazwa planetoidy pochodzi od łacińskiej nazwy miesiącznicy, rośliny z rodziny kapustowatych. Przed nadaniem nazwy planetoida nosiła oznaczenie tymczasowe (1067) 1926 RG.